# Pilviškiai
Pilviškiai (polska: Pilwiszki) är en ort i Marijampolė län i södra Litauen. Enligt folkräkningen från 2011 har staden ett invånarantal på 2 305 personer.